# المارة (فلم 1982)
المارة (العنوان الفرنسي الأصلي: المارة من سانس سوسي (بالفرنسية: La Passante du Sans-Souci)) هو فيلم درامي فرنسي غربي ألماني صدر عام 1982 من إخراج جاك روفيو، استنادًا إلى رواية 1936 التي تحمل الاسم نفسه لجوزيف كيسيل. الفيلم من بطولة رومي شنايدر وميشيل بيكولي.  كان هذا آخر فيلم لشنايدر.

## الممثلون
- رومي شنايدر في دور إلسا وينر / لينا بومشتاين
- ميشيل بيكولي في دور ماكس بومشتاين
- هيلموت جريم في دور ميشيل وينر
- دومينيك لابورييه في دور شارلوت موباس
- جيرار كلاين في دور موريس بوييار
- ماتيو كاريير في دور روبرت فون ليجارت / فيديريكو ليغو
- جاك مارتن في دور مارسيل، فنان ملهى
- وندلين ويرنر في دور يونغ ماكس
- مارسيل بوزونيت في دور ميرسير
- كريستيان كوهيندي بدور هيلين نولين
- بيير ميشيل مثل  Jouffroy
- فيرونيك سيلفر في دور قاضية رئيسة
- ماريا شيل بدور آنا هيلويج
- ريمون أكيلون
- بياتريس أفوين
- مارتين دي بريتويل
- أرنو كاربونييه
- باتريشيا كارتييه
- أندريه شومو
- آلان ماكموي
- ستيفان ميلديج
- جاك نولوت
- بيير بيرنيه
- جان رينو مثل النازيين الجدد
- إيزابيل سادويان

## وصلات خارجية
- مقالات تستعمل روابط فنية بلا صلة مع ويكي بيانات